# Arrondissement d'Aschaffenbourg
L'arrondissement d'Aschaffenbourg est un arrondissement  ("Landkreis" en allemand) de Bavière   (Allemagne) situé dans le district ("Regierungsbezirk" en allemand) de Basse-Franconie. 
Son chef lieu est la ville arrondissement d'Aschaffenbourg qui n'en fait pourtant pas partie.

## Géographie
L'arrondissement d'Aschaffenbourg est situé à l'extrémité nord-ouest du land de Bavière, à la limite avec le land de Hesse. C'est l'arrondissement le plus peuplé de Basse-Franconie.
Il est composé par la plaine du Main à l'ouest et le massif du Spessart à l'est.
Il est limitrophe de l'arrondissement de Main-Kinzig au nord, de l'arrondissement de Main-Spessart à l'est, de l'arrondissement de Miltenberg et de la ville d'Aschaffenbourg au sud et enfin des arrondissements hessois de Darmstadt-Dieburg et d'Offenbach à l'ouest.

## Histoire
Avant 1800, la plus grande partie de l'arrondissement faisait partie de l'Électorat de Mayence. Ce n'est qu'en 1814 et 1816 qu'il rejoint le royaume de Bavière et le cercle du Bas-Main. En 1815, la ville d'Aschaffenbourg devient ville libre.
En 1838, le cercle du Bas-Main devient le cercle de Basse-Franconie. Les arrondissements d'Aschaffenbourg et d'Alzenau sont créés en 1862.
Lors des réformes administratives de 1972, les deux arrondissements d'Aschaffenbourg et Alzenau sont réunis pour former l'actuel arrondissement. S'y ajoutent deux communes issues de l'arrondissement de Lohr am Main dissous, Rothenbuch et Wiesen et deux communes issues de l'arrondissement d'Obernburg lui aussi supprimé, Pflauheim et Wenigumstadt, qui seront ensuite absorbées par la commune de Großostheim.

### Arrondissement d'Aschaffenbourg
En 1900, cet arrondissement comptait 35 communes (33 en 1910) et s'étendait sur une superficie de 400,12 km2 (381,45 km2 en 1910). Il était très majoritairement catholique (98 % de la population totale) et abritait une petite communauté juive de 85 personnes en 1933.
| 1890   | 1900   | 1910   | 1925   | 1933   | 1939   | 1950   | 1960   |
| ------ | ------ | ------ | ------ | ------ | ------ | ------ | ------ |
| 31 508 | 34 702 | 35 850 | 40 735 | 45 245 | 44 712 | 58 160 | 67 400 |

### Arrondissement d'Alzenau
En 1900, cet arrondissement comptait 43 communes sur une superficie de 261,81 km2. Il était très majoritairement catholique (97 % de la population totale) et abritait une communauté juive de 239 personnes en 1933.
| 1900   | 1910   | 1925   | 1933   | 1939   | 1950   | 1960   |
| ------ | ------ | ------ | ------ | ------ | ------ | ------ |
| 21 333 | 25 668 | 29 671 | 32 218 | 32 994 | 41 963 | 45 600 |

## Politique
Le commissaire de l'arrondissement, élu en 2008, est Ulrich Reuter (de) de la CSU.
Le landrat compte 70 sièges de conseillers.
| Parti                 | Nombre de conseillers |
| --------------------- | --------------------- |
| CSU                   | 35                    |
| SPD                   | 16                    |
| FW                    | 8                     |
| Alliance 90/Les Verts | 5                     |
| FDP                   | 4                     |
| Neue Mitte            | 1                     |
| REP                   | 1                     |

## Villes, communes & communautés d'administration
(nombre d'habitants en 2006)

Les communes de l'arrondissement en gris clair, les zones non-incorporées en gris foncé.

| Villes, (Stadt) 1. Alzenau (19 053) Marchés, (Märkte) 1. Goldbach (9 964) 2. Großostheim (16 485) 3. Hösbach (13 318) 4. Mömbris (12 276) 5. Schöllkrippen (3 868) 6. Stockstadt am Main (7 513) Zones non-incorporées, (Gemeindefreie Gebiete) (222,98 km²) 1. Forst Hain im Spessart (21,10 km²) 2. Geiselbacher Forst (4,23 km²) 3. Heinrichsthaler Forst (26,76 km²) 4. Huckelheimer Wald (6,74 km²) 5. Krausenbacher Forst (14,45 km²) 6. Rohrbrunner Forst (39,05 km²) 7. Rothenbucher Forst (34,89 km²) 8. Sailaufer Forst (14,36 km²) 9. Schöllkrippener Forst (18,09 km²) 10. Waldaschaffer Forst (23,12 km²) 11. Wiesener Forst (20,19 km²) | Communes, (Gemeinden) 1. Bessenbach (5 926) 2. Blankenbach (1 623) 3. Dammbach (1 870) 4. Geiselbach (2 117) 5. Glattbach (3 380) 6. Haibach (8 543) 7. Heigenbrücken (2 358) 8. Heimbuchenthal (2 199) 9. Heinrichsthal (910) 10. Johannesberg (3 876) 11. Kahl a.Main (7 138) 12. Karlstein a.Main (8 253) 13. Kleinkahl (1 855) 14. Kleinostheim (8 314) 15. Krombach (2 199) 16. Laufach (5 284) 17. Mainaschaff (8 335) 18. Mespelbrunn (2 284) 19. Rothenbuch (1 944) 20. Sailauf (3 747) 21. Sommerkahl (1 181) 22. Waldaschaff (4 033) 23. Weibersbrunn (2 082) 24. Westerngrund (1 921) 25. Wiesen (1 085) | Communautés d'administration, (Verwaltungsgemeinschaften) 1. Heigenbrücken communes de Heigenbrücken et Heinrichsthal 2. Mespelbrunn communes de Dammbach, Heimbuchenthal et Mespelbrunn 3. Schöllkrippen communes de Blankenbach, Kleinkahl, Krombach, Schöllkrippen (Marché), Sommerkahl, Westerngrund et Wiesen |